# Ghalymschan Nijasow
Ghalymschan Muqyruly Nijasow (kasachisch Ғалымжан Мұқырұлы Ниязов, russisch Галымжан Мукырович Ниязов Galymschan Mukyrowitsch Nijasow; * 14. April 1973 in Schetpe, Kasachische SSR) ist ein kasachischer Politiker. 

## Leben
Ghalymschan Nijasow wurde 1973 in Schetpe im heutigen Gebiet Mangghystau geboren. Er machte 2000 einen Abschluss an der Kasachischen Nationalen Technischen Sätbajew-Universität. Einen weiteren Hochschulabschluss erlangte er 2008 an der Staatlichen Kaspischen Jessenow-Universität für Technologie und Ingenieurwesen.
Seine berufliche Laufbahn begann Nijasow 1990 als Mechaniker in Schewtschenko (heute Aqtau). In den folgenden Jahren war er außerdem in leitenden Positionen in verschiedenen Unternehmen tätig. Ab Juni 2006 arbeitete er für die Behörden des Gebietes Mangghystau. Hier stieg er bis zum stellvertretenden Leiter der Bauabteilung des Gebietes Mangghystau auf. Im Februar 2013 wurde er stellvertretender Leiter der Bauabteilung des Gebietes Qysylorda. Zwischen 2014 und 2016 war er Leiter der Abteilung für öffentliche Aufträge des Gebietes Qysylorda. Ab Februar 2016 war er bei einem kasachischen Pharmaunternehmen beschäftigt. Am 27. März 2017 wurde Nijasow Berater des Gouverneurs des Gebietes Mangghystau.
Seit dem 23. November 2017 bis Juni 2020 war er Bürgermeister der Stadt Aqtau. Am 26. Juni 2020 wurde er stellvertretender Äkim (Gouverneur) des Gebietes Mangghystau. Am 4. Februar 2022 wurde bekannt, dass Nijasow wegen des Verdacht des Amtsmissbrauchs festgenommen wurde. Ihm wurde vorgeworfen, einen Brief an das Energieministerium geschickt zu haben, in dem er die Aufhebung des Memorandums und die Wiederaufnahme des Flüssiggashandels ohne Festlegung von Preisgrenzen forderte. Dies führte angeblich zu einem starken Anstieg der Kraftstoffpreise und infolge dessen zu schweren landesweiten Unruhen. Nijasow kam zuerst in Haft, später wurde er unter Hausarrest gestellt. Am 25. Mai jedoch wurde in Medien darüber berichtet, dass er seine Arbeit wieder aufgenommen hat. Bereits am 3. Juni wurde berichtet, dass er von seinem bisherigen Amt suspendiert wurde, da er als Verdächtiger in einem Strafverfahren gelte. Am 9. September wurde bekannt, dass das Strafverfahren gegen ihn mangels Anhaltspunkten für eine Straftat eingestellt wurde.
Am 16. September 2022 wurde er zum Äkim des Audan Mangghystau ernannt.